# Cylob
Cylob es el alias del productor de IDM británico Chris Jeffs. Intérprete de trombón en su juventud, desde su adolescencia se ha dedicado producir música electrónica.

## Discografía

### Singles
- Kinesthesia Volume 1 (Rephlex CAT 011 EP : 12/93)
- Kinesthesia Volume 2 (Rephlex CAT 014 EP : 7/95)
- Industrial Folk Songs (Rephlex CAT 015 EP : 8/95)
- Kinesthesia: Empathy Box Remixes (Rephlex CAT 022 EP : 1/96)
- Cylob's Latest Effort (Rephlex CAT 049 EP/CD : 97)
- Diof 97 (Rephlex CAT 044 EP/CD : 97)
- Are We Not Men Who Live and Die (Rephlex CYLOB 1 EP/CD : 98)
- Rewind! (Rephlex CAT 074 EP/CD : 2/99)
- Lobster Tracks (Rephlex CAT 076 EP/CD : 7/99)
- Living in the 1980s / Sex Machine (Rephlex CAT 075 EP / CD : 11/99)
- Cut The Midrange, Drop The Bass (Rephlex CAT 121 EP / CD : 11/2001)
- Cylobotnia (with Astrobotnia) (Rephlex CAT 144 EP / CD : 10/2003)
- Cylob Music System Volume 1 (Rephlex CAT 151 EP : 4 / 2004)
- Cylob Music System Volume 2 (Rephlex CAT 152 EP : 5 / 2004)
- Spider Report E.P. (Breakin' Records BRK45 : 5 / 2004)
- Private Life (With DMX Krew as Private Lives) (Soul Jazz Records SJR 160 12 : 7/2007)
- Rock The Trojan fader (Cylob Industries CSR 001 M : 7 / 2007)
- Late In The Day (Cylob Industries CSR 005 M : 1 / 2008)
- Pepper Spray (Cylob Industries CSR 006 M : 3 / 2010)

### Álbumes
- Kinesthesia: Empathy Box (Rephlex CAT 022 LP/CD : 4/96)
- Loops and Breaks (Rephlex CAT 032 LP : 8/96)
- Cylobian Sunset (Rephlex CAT 033 LP/CD : 8/96)
- Previously Unavailable on Compact Disc (Rephlex CAT 055 CD : 98)
- Mood Bells (Rephlex CAT 122 CD : 11/2001)
- Trojan Fader Style (Cylob Industries CSR 002 M : 7/2007)
- Bounds Green (Cylob Industries CSR 004 M & WeMe 012  : 9/2007)
- Formant Potaton (Cylob Industries CSR 003 M : 8/2007)
- Ambient News: Ambient News (Cylob Industries CSR 007 M : 8/2009)

### Remixes
- Bochum Welt : Scharlach Eingang : Rephlex CAT 030 EP : Phlughaven Alphard (Kinesthesia Mix) : 94
- Aphex Twin : Ventolin : Warp WAP 60 R : Ventolin (Cylob mix) : 95
- Immersion : Remixes Volume 3 : Swim : Envelope (Cylob remix) : 95
- DMX Krew: Nu Romantix : Rephlex CAT 061 LP/CD : I'm All Alone (Cylob's mix) : 98
- The Jones Machine : Rephlex CAT 083 EP/CD : You're The One (Part Two) - Cylob's mix / (I'm The) * Disco Dancing - Cylob's mix : 99
- Soulwax : Saturday (Hotline mix) : Play It Again Sam : 99
- The Mike Flowers Pops : 1999 : Lo Recordings : 99
- Christian Vogel : Whipaspank (Cylob mix) : Novamute : 2000
- Manhunt Remixes : Rockstar games promotional remixes CD : includes "Cylob mix" : MHUNT18CD : 12/2003
- Rubicks : Actress Model (Cylob Mix) : sin publicar white label : 2005
- Jamie Lidell : A Little Bit More (Cylob Mix) : Warp Records : sin publicar
- Synclair (Cylob Mix) : Areal Records : 2007